# خرشنة صغيرة

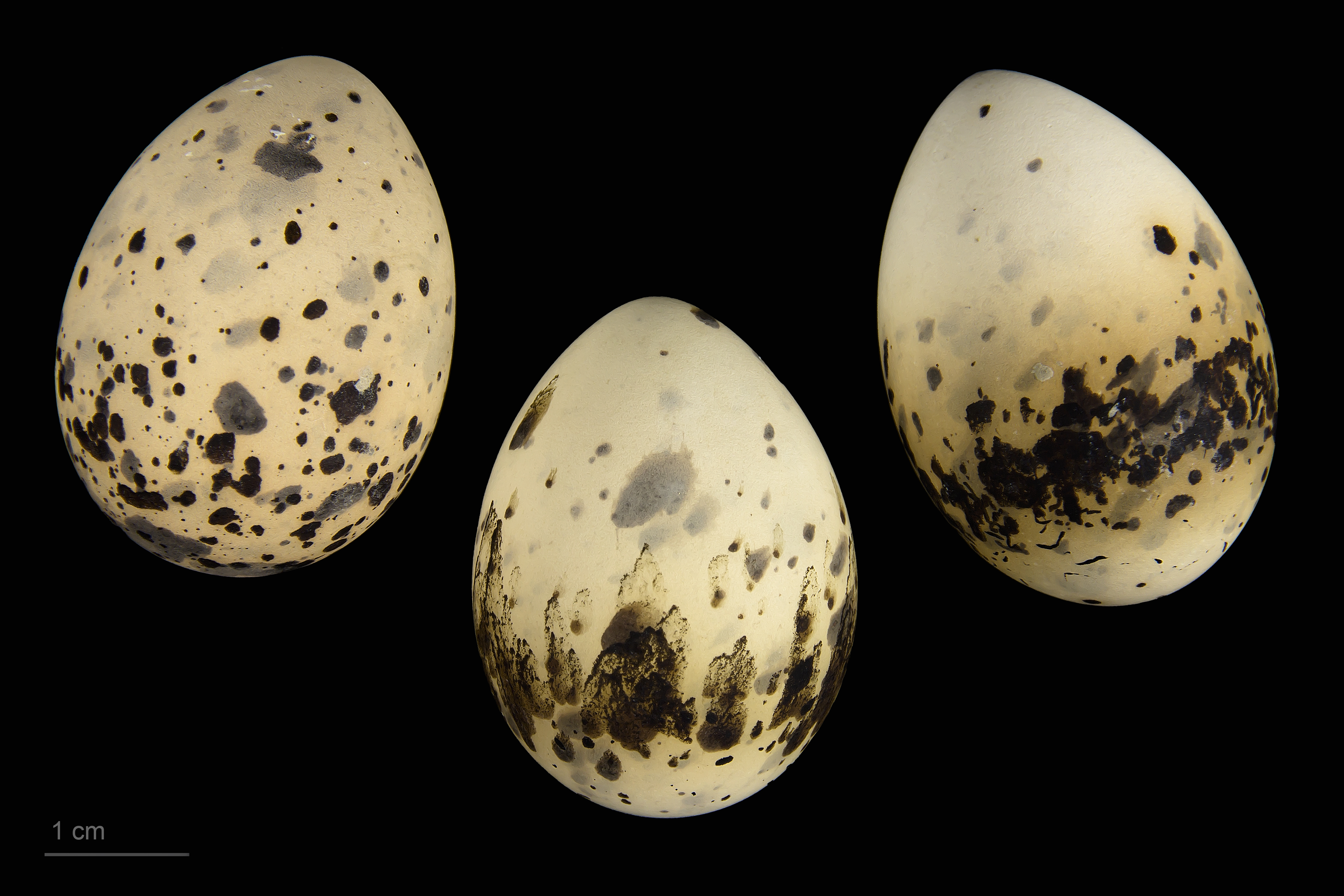
Sternula albifrons albifrons

خرشنة صغيرة أو دَغْبَز (الاسم العلمي: Sterna albifrons) (بالإنجليزية: Little Tern)‏ هو نوع من الطيور يتبع جنس الخرشنة من الفصيلة النورسية.